# 胡光辉
胡光辉（1959年8月—），湖南宁乡人，大学学历，经济学硕士学位，讲师，1976年9月参加工作，1986年6月加入中国共产党。
曾任湖南省宁乡县十一中学教师。后进入湖南师范学院中文系汉语言文学专业。1999年12月，任海南省政府办公厅助理巡视员。2000年，任海南省政府研究室副主任。2003年，任海南省政府副秘书长，省政府研究室主任。2004年7月，任海南省万宁市委书记。2007年，任海南省教育厅厅长。2013年3月，任海南省政府党组成员、秘书长，省政府办公厅主任。2015年5月，升任海南省委常委、省委秘书长。2020年1月，当选为海南省第六届人民代表大会常务委员会副主任。